# رانی استارلینگ
رانی استارلینگ (به انگلیسی: Ronnie Starling) (زادهٔ ۱۱ اکتبر ۱۹۰۹ - درگذشته ۱۷ دسامبر ۱۹۹۱) بازیکن فوتبال اهل انگلستان بود که سابقهٔ بازی در تیم ملی فوتبال انگلستان را در کارنامهٔ خود داشت. وی در تاریخ ۱ آوریل ۱۹۳۳ نخستین بازی ملی خود را در مقابل تیم ملی فوتبال اسکاتلند انجام داد و با حضور در ۲ بازی ملی، در تاریخ ۱۷ آوریل ۱۹۳۷ واپسین بازی ملی‌اش را در برابر تیم ملی فوتبال اسکاتلند برگزار کرد.

## زندگی حرفه‌ای
استارلینگ در کانتی دورام به دنیا آمد. وی در مه ۱۹۳۰ به باشگاه فوتبال نیوکاسل یونایتد پیونست.